# Дедура, Игнас
И́гнас Дедура́ (лит. Ignas Dedura; род. 1 июня 1978, Каунас) — литовский футболист, центральный защитник клуба «Хегельманн Литауэн». В 1997—2010 годах выступал за национальную сборную Литвы.

## Клубная карьера
В детстве Дедура занимался теннисом, затем сменил специализацию на футбол. Карьеру начинал в клубе «Каунас», где во второй половине 1990-х годов стал основным игроком, дважды становился с командой победителем чемпионата Литвы. После участия в Кубке Содружества 2001 года Дедура перешёл в российский «Торпедо-ЗИЛ», за который полгода выступал на правах аренды. После того, как в клубе не нашлось денег для выкупа контракт, Дедура продолжил карьеру в рижском «Сконто». Четыре года подряд становился с командой чемпионом Латвии.
В сентябре 2004 года перешёл в московский «Спартак» по приглашению главного тренера Александра Старкова, под началом которого играл в «Сконто». Начинал в качестве основного игрока, составлял пару центральных защитников с Неманьей Видичем. Уже во втором сезоне место в основе потерял, а в 2006 году, после ухода из клуба Старкова и назначения на пост главного тренера Владимира Федотова, был отправлен в дубль. Дедура вновь получил шанс в первой команде при Станиславе Черчесове, с ним был заключён новый контракт. Однако закрепиться в составе «Спартака» литовцу не удалось.
В декабре 2009 года Дедура покинул «Спартак» после истечения контракта. Вскоре он подписал контракт с «Салютом» из Белгорода, куда его пригласил тренер Мирослав Ромащенко, ранее работавший с дублем «Спартака». Однако заиграть там Дедуре не удалось из-за травм, за полгода он провёл семь матчей в Первом дивизионе, а уже 17 июля 2010 года покинул белгородский клуб.
В начале 2011 года Дедура заключил контракт с литовским клубом «Экранас». С ним он ещё два раза стал чемпионом Литвы и выиграл национальный кубок. В 2013 году перешёл в команду «Спирис», укомплектованную в основном молодыми воспитанниками каунасской футбольной школы. В дальнейшем клуб сменил название на «Жальгирис» (Каунас).

## Выступления за сборную
За национальную сборную Литвы Дедура сыграл 47 матчей, забил один гол. Его дебют в сборной состоялся 14 февраля 1997 года в товарищеском матче со сборной Польши (0:0). Последний матч за сборную он провёл 20 июня 2010 года против сборной Эстонии на Кубке Балтии 2010 года (2:0). Свой единственный гол в составе национальной команды забил 11 февраля 2002 года в товарищеском матче со сборной Мальты (1:1).

## Личная жизнь
Сын Матас — футболист.

## Достижения
- Чемпион Литвы: 1999, 2000, 2011, 2012
- Чемпион Латвии: 2001, 2002, 2003, 2004
- Обладатель Кубка Латвии: 2001, 2002
- Обладатель Кубка Литвы: 2010/11
- Серебряный призёр чемпионата России: 2005, 2006, 2007, 2009